# 缅甸文学
缅甸文学有始于蒲甘碑铭的说法，蒲甘时期著名的碑铭有《妙齐提碑》（《亚扎古曼碑》）等。
有一千年歷史的緬甸文學，其內容主要是詩歌。這是因為緬甸語言的獨特性，使它的韻律感很強。這對詩歌的創作很有幫助。此外，由於受到佛教文化影響，民眾普遍傾向說實話而不是創作一個虛構的故事，所以，緬甸文學在過去的小說類型題材相對較少。

## 外部連結
- http://www.myanmars.net/arts/poetry.htm （页面存档备份，存于）
- http://www.asianinfo.org/asianinfo/myanmar/pro-literature.htm （页面存档备份，存于）